# Liste der Kulturdenkmäler in Trier-Nord
In der Liste der Kulturdenkmäler in Trier-Nord sind alle Kulturdenkmäler des Ortsbezirks Nord der rheinland-pfälzischen Stadt Trier aufgeführt. Grundlage ist die Denkmalliste des Landes Rheinland-Pfalz (Stand: 8. Januar 2024).

## Denkmalzonen
| Bezeichnung                                                      | Lage                                                                             | Baujahr                              | Beschreibung | Bild                           |
| ---------------------------------------------------------------- | -------------------------------------------------------------------------------- | ------------------------------------ | --- | ------------------------------ |
| Denkmalzone Franz-Georg-Straße/Schinkelstraße/Dr.-Altmann-Straße | Franz-Georg-Straße 115, 117, Schinkelstraße 1, 2, 3, Dr.-Altmann-Straße 1–6 Lage | 1922                                 | elf Häuser einer Gruppe von zwölf mit Drei-Zimmer-Wohnungen für Unteroffiziere der französischen Besatzungsarmee; gleichartig gestaltete Mansardwalmdachbauten, neubarocke Motive, 1922 | Fotos hochladen                |
| Denkmalzone Hauptfriedhof                                        | Herzogenbuscher Straße 8 Lage                                                    | 1808                                 | 1808 angelegt, mehrmals erweitert und umgestaltet, Teile der Umfassungsmauer von 1815 erhalten; neugotische Friedhofskapelle mit Leichenhalle, 1870, an der Chorseite Bronzekruzifix, 1917 von W. S. Resch, München; Heimatstil-Eingangsbau mit zwei Portaldurchgängen und Blumenladen unter gemeinsamem Walmdach, 1911; zahlreiche Kriegerdenkmäler des 19. und 20. Jahrhunderts, darunter Ehrenmal für die sowjetischen Kriegsgefangenen, Rotsandsteinblock, 1950 und Denkmal für 91 polnische Kinder und 5 polnische Unbekannte, aufgesockeltes Kruzifix, bald nach 1945; Familiengrabstätten des 19. und frühen 20. Jahrhunderts, Grabkreuze und Einzelgrabmäler, 19. Jahrhundert bis 1950er Jahre; aus den Gräberfeldern bei St. Matthias und bei St. Maximin geborgene römische Sarkophage; auf dem 1920 angelegten jüdischen Friedhofs Denkmal der jüdischen Kultusgemeinde, 1954                                                          | weitere Bilder Fotos hochladen |
| Denkmalzone Jägerkaserne                                         | Herzogenbuscher Straße 10, 12, 14, 16, 18, Cläre-Prem-Straße 1, 3 Lage           | 1913                                 | siebenteilige Gebäudegruppe, 1913 als Kaserne für das Jäger-Regiment zu Pferde Nr. 7 errichtet; zwei- und dreigeschossige Walmdachbauten in barockisierendem Heimatstil | weitere Bilder Fotos hochladen |
| Denkmalzone Lindenstraße 31–34                                   | Lindenstraße 31–34 Lage                                                          | 1886–90                              | Reihe mit gestaffelt angeordneten späthistoristischen Wohnhäusern, Neurenaissancemotive, 1886–90 | weitere Bilder Fotos hochladen |
| Denkmalzone Lindenstraße 41–45                                   | Lindenstraße 41–45 Lage                                                          | 1872–79                              | Zeile aus fünf spätklassizistischen Wohnhäusern mit Vorgärten, 1872–79 | Fotos hochladen                |
| Denkmalzone Maar                                                 | Maarstraße 25–33 und 32, Engelstraße 39 und Benediktinerstraße 1–5 Lage          | erste Hälfte des 19. Jahrhunderts    | Kern des ehemaligen Vorortes Maar; schlichte zwei- und dreigeschossige Tagelöhner- und Handwerkerhäuser, zumeist aus der ersten Hälfte des 19. Jahrhunderts | Fotos hochladen                |
| Denkmalzone Maximinstraße                                        | Maximinstraße 22–30 Lage                                                         | zweite Hälfte des 19. Jahrhunderts   | Zeile zwei- und dreigeschossiger, fünfachsiger Putzbauten, teilweise mit Risaliten, teilweise mit Torfahrten, im Eckhaus Nr. 22 mit Fassaden nach drei Seiten, Ladenlokal, klassizistische, Neurenaissance- und neugotische Motive, zweite Hälfte des 19. Jahrhunderts (Nr. 22: 1878, Nr. 23: 1876, Nr. 24: 1883, Nr. 25: 1892, Nr. 26: 1876, Nr. 27: 1862, Nr. 28: 1864, Nr. 29: 1862, Nr. 30: 1869) | Fotos hochladen                |
| Denkmalzone Nells Ländchen                                       | Dasbachstraße 12/14 Lage                                                         | 1792 bis 1801                        | in Art einer „ornamental farm“ von Nikolaus Nell mit Unterstützung des Gärtners Jakob Gotthard ab etwa 1792 bis 1801 angelegter Mustergutshof, vor allem im 20. Jahrhundert vergrößert und umgestaltet unter Gartenbaudirektor Gottfried Rettig, Rosengarten von 1958, zwei Brücken über den Zufluss zum Teich, Kinderspielplatz mit Futtermauer und Treppe; klassizistisches Eingangstor; sogenanntes Mühlchen: kleinteiliger Putzbau mit gotisierenden Motiven; Eiskeller im Südosten des Sees, baumbestandener Hügel; ehemaliges Stallgebäude (Dasbachstraße 14): dreiteilige Anlage mit gotischen Bauteilen; Obelisk zum Gedenken an Nikolaus Nell, bezeichnet 1807; Verwalterhaus (Dasbachstraße 12): spätklassizistischer kubischer Zeltdachbau, 1864; Rautenstrauchscher Gartenpavillon: eingeschossiger barocker Walmdachbau, 1968 wiederaufgebaut; Kopien der 1928 von Bildhauer Heinrich Hamm geschaffenen ehemaligen Handwerkerfiguren | weitere Bilder Fotos hochladen |
| Denkmalzone Petrusstraße                                         | Petrusstraße 4–17, 21–34 Lage                                                    | 1870er/80er Jahre                    | geschlossen bebauter Straßenzug der 1870er/80er Jahre, trotz einer Vielzahl von Bauherren und Architekten von weitgehend einheitlichem Erscheinungsbild; durchweg traufständige zwei- und dreigeschossige spätklassizistische Wohnhäuser, nur das jüngste, Nr. 31/32 von 1896, mit neugotischen Motiven | Fotos hochladen                |
| Denkmalzone Theodor-Heuss-Allee/Bahnhofstraße                    | Theodor-Heuss-Allee 7–22, Bahnhofstraße 23–26 Lage                               | letztes Viertel des 19. Jahrhunderts | zwei- und dreigeschossige Zeilenwohn- und Geschäftshäuser, Gaststätten, Hotels im Einzugsbereich des Bahnhofs, spätklassizistisch oder historisierend, letztes Viertel des 19. Jahrhunderts, Nr. 9 von 1914 | Fotos hochladen                |
| Denkmalzone Zurlauben                                            | Zurlaubener Ufer 76–92 Lage                                                      | 18. Jahrhundert                      | Kern des ehemaligen Vorortes Zurlauben; geschlossene Häuserzeile mit Mansarddachbauten, in der äußeren Erscheinung des 18. Jahrhunderts, im Kern zum Teil wohl älter; die beiden dreigeschossigen Häuser Nr. 90 und 91 des späten 19. Jahrhunderts um 1985 barockisiert; moselseitig vorgelagert kleine, den Häusern zugeordnete Gärten, zum Teil mit Gartenhäusern; Moselfront über hohen Stützmauern durch den Bau des Hochwasserschutzdammes um 1920 verdeckt | Fotos hochladen                |

## Einzeldenkmäler
| Bezeichnung                                                        | Lage | Baujahr                              | Beschreibung | Bild                           |
| ------------------------------------------------------------------ | --- | ------------------------------------ | --- | ------------------------------ |
| Wohnhaus                                                           | Alkuinstraße 37 Lage | 1888/89                              | spätklassizistisches Wohnhaus, vierachsiger Putzbau, 1888/89, Architekt J. Faber, zurückversetzt dreigeschossiger Querbau von 1903 | Fotos hochladen                |
| Gaststätte                                                         | Am Stadion 1 Lage | 1765                                 | ehemaliges Landhaus der Abtei St. Maria ad martyres; dreiachsiger Krüppelwalmdachbau, Kartusche bezeichnet 1765; dreiachsiger Bau in spätem Heimatstil und Kabinentrakt, wohl 1930 angebaut | Fotos hochladen                |
| Pfarrkirche St. Ambrosius                                          | Ambrosiusstraße 6 Lage | 1954                                 | Katholische Pfarrkirche St. Ambrosius; Satteldachbau mit Thermenfenstern und Glockengestell, 1954, Architekt Fritz Thoma (Umbau einer Reithalle des frühen 20. Jahrhunderts), geometrische Buntglasfenster 1954 von Reinhard Heß, figürliche 1962/63 von Heinrich Dieckmann | weitere Bilder Fotos hochladen |
| Trauerhalle                                                        | An der Hospitalsmühle 19 Lage | 1960–62                              | Trauerhalle, 1960–62, Entwurf des Städtischen Hochbauamts; zeittypischer Gebäudekomplex, bestehend aus Leichen- und Einsegnungshalle mit künstlerisch gestalteter Betonfertigteilfassade | weitere Bilder Fotos hochladen |
| Wohnhaus                                                           | Bachstraße 16 Lage | erste Hälfte des 19. Jahrhunderts    | Wohnhaus; dreiachsiger sandsteingegliederter Putzbau, erste Hälfte des 19. Jahrhunderts | Fotos hochladen                |
| Wohnhaus                                                           | Bachstraße 17 Lage | drittes Viertel des 19. Jahrhunderts | Wohnhaus; dreiachsiger sandsteingegliederter Putzbau, drittes Viertel des 19. Jahrhunderts | Fotos hochladen                |
| Stiftskurie                                                        | Balthasar-Neumann-Straße 4 Lage | 1779–82                              | ehemalige Kurie des Stifts St. Paulin; stattlicher zweieinhalbgeschossiger barocker Walmdachbau, 1779–82 | Fotos hochladen                |
| Fassade                                                            | Benediktinerstraße 1 Lage | 18. Jahrhundert                      | straßenseitige Außenmauern des Eckhauses, 18. Jahrhundert | BW                             |
| Relief                                                             | Benediktinerstraße, bei Nr. 14 Lage | 16. Jahrhundert                      | spätgotisches Sandstein-Hochrelief, Christus mit Leidenswerkzeugen | BW                             |
| Wohnhaus                                                           | Engelstraße 18 Lage | 1897                                 | historistisches Wohnhaus, Eingangsachse mit Torfahrt als leicht vorspringender Turm ausgebildet, bezeichnet 1897, Architekt C. Wesendahl, rückwärtig ehemaliger eineinhalbgeschossiger Wirtschaftsbau | Fotos hochladen                |
| Stadtgärtnerei                                                     | Gärtnerstraße 62 Lage | 1930er Jahre                         | ehemalige Stadtgärtnerei, 1930er Jahre; eine Baugruppe in traditionalistischer Formensprache: Lagergebäude samt Torbau und Seitentrakten, Gewächshäusern, Kesselhaus samt Werkraum und „Orangerie“ – jeweils mit historischen Ausstattungselementen – sowie Baumpflanzungen; bauliche Gesamtanlage | Fotos hochladen                |
| Wohnhaus                                                           | Göbenstraße 1 Lage | 1895                                 | späthistoristisches Wohnhaus, sandsteingegliederter Klinkerbau, Neurenaissancemotive, 1895 | Fotos hochladen                |
| Wohnhaus                                                           | Göbenstraße 4 Lage | 1898                                 | späthistoristisches Wohnhaus, sandsteingegliederter Klinkerbau, Neurenaissancemotive, 1898; schmiedeeisernes Eingangstor und Sandsteinpfosten der ehemaligen Gartenumfriedung; straßenbildprägend | Fotos hochladen                |
| Wohnsiedlung                                                       | Hochwaldstraße 2–8 (gerade Nummern), Parkstraße 1–17 (ungerade Nummern), Wittlicher Straße 1–15 (ungerade Nummern), 2–10 (gerade Nummern) Lage | 1948–50                              | Siedlung für französische Offiziere; traditionalistische Einfamilien- und Doppelhäuser in Holzrahmenbauweise, 1948–50; bauliche Gesamtanlage | weitere Bilder Fotos hochladen |
| Hochbunker                                                         | Karl-Grün-Straße 10 Lage | 1940                                 | Hochbunker; viergeschossiger Walmdachbau mit historisierenden Details, um 1940 | Fotos hochladen                |
| Wohnhaus                                                           | Lindenstraße 31 Lage | 1888                                 | späthistoristisches Wohnhaus, Neurenaissance, 1888 | Fotos hochladen                |
| Wohnhaus                                                           | Lindenstraße 32 Lage | 1890                                 | späthistoristisches Wohnhaus, Neurenaissance, 1890 | Fotos hochladen                |
| Wohnhaus                                                           | Lindenstraße 33 Lage | 1888                                 | späthistoristisches Wohnhaus mit origineller Fassadengestaltung, 1888 | Fotos hochladen                |
| Wohnhaus                                                           | Lindenstraße 34 Lage | 1886/90                              | späthistoristisches Wohnhaus mit Seitenbau, Neurenaissancemotive, 1886/90 | Fotos hochladen                |
| Wohnhaus                                                           | Lindenstraße 40 Lage | 1903                                 | dreigeschossiges Etagenwohnhaus mit Vorgarten; sandsteingegliederter Klinkerbau, Neurenaissancemotive, 1903, Architekt J. Faber | Fotos hochladen                |
| Wohnhaus                                                           | Lindenstraße 41 Lage | 1872/75                              | Wohnhaus mit Vorgarten; spätklassizistischer Krüppelwalmdachbau, 1872/75 | Fotos hochladen                |
| Wohnhaus                                                           | Maarstraße 25 Lage | erste Hälfte des 19. Jahrhunderts    | dreigeschossiges Eckwohnhaus, erste Hälfte des 19. Jahrhunderts, Giebelwand des 18. Jahrhunderts integriert | BW                             |
| Wohnhaus                                                           | Maarstraße 27 Lage | vor 1931                             | dreigeschossiger schmaler Putzbau, 1931 aufgestockt | BW                             |
| Wohnhaus                                                           | Maarstraße 29/31 Lage | 1872–75                              | Doppelhaus, Neurenaissancemotive, 1872–75 | Fotos hochladen                |
| Wohnhaus                                                           | Maarstraße 51 Lage | 19. Jahrhundert                      | schlichter dreiachsiger Putzbau, 19. Jahrhundert; rückwärtig hofseitiges Türgewände des 16. Jahrhunderts, bezeichnet 1766 (Wiederverwendung) | Fotos hochladen                |
| Wohnhaus                                                           | Maarstraße 61 Lage | 1763                                 | kleines Wohnhaus mit spätbarocker Fassade, bezeichnet 1763 | Fotos hochladen                |
| Katholische Pfarrkirche St. Martin                                 | Maarstraße 72, Kloschinskystraße 1 Lage | 1912–15                              | querhauslose Säulenbasilika mit Krypta, Architekt Peter Marx, 1912–15, bildhauerischer Schmuck von Willy Meller und Heinrich Müller, Köln, reiche Ausstattung; zugehörig eingefriedeter Kirchenvorplatz, Pfarrhaus (Maarstraße 72) und Gemeindehaus mit Küsterwohnung (Kloschinskystraße 2), Mansardwalmdachbauten, Reformarchitektur | weitere Bilder Fotos hochladen |
| Wohnhaus                                                           | Maarstraße 79 Lage | 18. oder frühes 19. Jahrhundert      | Krüppelwalmdachbau, 18. oder frühes 19. Jahrhundert | Fotos hochladen                |
| Wohnhaus                                                           | Maarstraße 86 Lage | 1881–84                              | vierachsiges Wohnhaus mit pilastereingefasster ehemaliger Torfahrt, 1881–84 | Fotos hochladen                |
| Wohnhaus                                                           | Maximinstraße 1 Lage | 1903                                 | dreigeschossiges Wohnhaus mit aufwändigem floralen und figürlichen Dekor, 1903, Architekt C. Walter | Fotos hochladen                |
| Portal                                                             | Maximinstraße, zwischen Nr. 17a und 20 Lage | zweite Hälfte des 18. Jahrhunderts   | barocker Portalbau, übergiebeltes Sandsteinquadertor mit zwei Abtswappen, zweite Hälfte des 18. Jahrhunderts, Architekt wohl Christian Kretzschmar | Fotos hochladen                |
| Offizierscasino                                                    | Maximinstraße 18 Lage | 1901                                 | ehemalige Offiziersspeiseanstalt; aufwändig gestalteter Neurenaissancebau in Ecklage, akzentuiert durch dreigeschossigen Turm mit Walmdach, 1901 | weitere Bilder Fotos hochladen |
| Abteikirche St. Maximin                                            | Maximinstraße 18b Lage | 1680–84                              | zehnjochige Pfeilerbasilika mit Doppelturmfassade und drei polygonalen Chorapsiden, 1680–84, um 1900 eingreifender Umbau für Zwecke der Maximinkaserne; Torbau, Mitte des 18. Jahrhunderts; Ringmauerrest; Gartenpavillon (siehe Schöndorfer Straße, neben Nr. 18) | weitere Bilder Fotos hochladen |
| Wohnhaus                                                           | Maximinstraße 28 Lage | 1864                                 | spätklassizistisches fünfachsiges Wohnhaus, 1864 | Fotos hochladen                |
| Villa                                                              | Moltkestraße 9 Lage | 1904                                 | Halbvilla; Mansarddachbau, teilweise Fachwerk, polygonaler Eckerker, geometrisches Jugendstildekor 1904 | weitere Bilder Fotos hochladen |
| Villa                                                              | Nordallee 1 Lage | 1872                                 | Villa Lucca bzw. Villa Müller; dreiteiliger kubischer Neurenaissance-Bau, 1872 | Fotos hochladen                |
| Katholische Kloster- und Krankenhauskirche der Barmherzigen Brüder | Nordallee, zu Nr. 1 Lage | 1888/90                              | neugotischer Saalbau, 1888/90, bauzeitliche Ausstattung | Fotos hochladen                |
| Villa                                                              | Nordallee 12 Lage | vor 1884                             | Halbvilla; malerischer Brique-et-Pierre-Bau, kurz vor 1884, Architekt H. Böhme | Fotos hochladen                |
| Weinkellerei                                                       | Nordallee 17 Lage | 1896                                 | Weinkellerei, bezeichnet 1896; eingeschossiges Verwaltungsgebäude mit Eckturm, bichromer Klinkerbau, Neurenaissance, das gesamte Grundstück unterkellert (Kreuzgratgewölbe) | Fotos hochladen                |
| Wohnhaus                                                           | Palmatiusstraße 3 Lage | 1911                                 | dreigeschossiges Mietwohnhaus in barockisierendem Heimatstil, 1911, Architekt Julius Wirtz; straßenbildprägend | Fotos hochladen                |
| Wohnhaus                                                           | Palmatiusstraße 3a Lage | 1911                                 | Eckwohnhaus, barockisierender Heimatstil, 1911, Architekt Julius Wirtz | Fotos hochladen                |
| Dechantei des Stifts St. Paulin                                    | Palmatiusstraße 4 Lage | späten 17. Jahrhundert               | ehemalige Dechantei des Stifts St. Paulin; stattlicher Walmdachbau, im Kern eventuell aus dem späten 17. Jahrhundert, mit Ausstattung; ummauerter Hof und Garten, Tor bezeichnet 1754, Nebengebäude | Fotos hochladen                |
| Stiftskurie                                                        | Palmatiusstraße 5 Lage | 1770                                 | ehemalige Kurie des Stifts St. Paulin; fünfachsiger barocker Walmdachbau, 1770, wohl mit älteren Teilen, hofseitige Fassade im dritten Viertel des 19. Jahrhunderts überformt; schmale Seitenflügel mit Mansarddächern 1909 angebaut; gepflasterte Hoffläche, zwei Torpfeiler, Garten | Fotos hochladen                |
| Stiftskurie                                                        | Palmatiusstraße 6 Lage | 1757                                 | ehemalige Kurie des Stifts St. Paulin; barocker Mansardwalmdachbau, 1757, eingeschossige Remise mit Walmdach, zweites Viertel des 19. Jahrhunderts, später verlängert, Einfriedung von 1899 | Fotos hochladen                |
| Villa                                                              | Paulinstraße 14 Lage | 1874                                 | Villa Laeis (Eduard Laeis) bzw. Villa Henn; repräsentativer kubischer Neurenaissancebau mit flachen Walmdächern, 1874, zwei Nebengebäude | Fotos hochladen                |
| Katholische Maria-Hilf-Kapelle                                     | Peter-Friedhofen-Straße 13 Lage | 1815                                 | 1815 in Koblenz-Neuendorf errichtete, 1926 translozierte Kapelle mit Dachreiter, heute Chor des Neubaus von 1990 (Architekt Karl Peter Böhr), am Eingangsvorbau die vier gusseisernen ionischen Säulen aus der Nieverner Hütte wiederverwendet | weitere Bilder Fotos hochladen |
| Wohnhaus                                                           | Petrusstraße 31/32 Lage | 1896                                 | repräsentatives dreigeschossiges siebenachsiges Doppelhaus über zweigeschossigem Weinkeller, neugotische Fassade mit Zementschmuck und Fachwerk, 1896, mit Ausstattung | Fotos hochladen                |
| Wohn- und Geschäftshaus                                            | Porta-Nigra-Platz 5 Lage | 1905                                 | repräsentatives viergeschossiges Eckwohn- und Geschäftshaus, historisierender Putzbau, bezeichnet 1905, Architekt Julius Wirtz und Wilhelm Schmitz | Fotos hochladen                |
| Wohn- und Geschäftshaus                                            | Roonstraße 2 Lage | 1896                                 | dreigeschossiges Wohn- und Geschäftshaus, sandsteingegliederter Klinkerbau, 1896 | Fotos hochladen                |
| Maximinkaserne: Mannschafts- und Wirtschaftsgebäude                | Schönbornstraße 1, Schöndorfer Straße 58, 60/62 Lage                                                                                           | 1913                                 | ehemalige Maximinkaserne, 1913; Mannschaftsbau (Schönbornstraße): schlossartiger dreigeschossiger Neubarockbau, Mittelrisalit und Seitenrisalite mit hohen Walmdächern, Wirtschaftsgebäude schlichter, jedoch ähnliche Details (Schöndorfer Straße) | weitere Bilder Fotos hochladen |
| Maximinkaserne: Reithalle und Stallungen                           | Schönbornstraße 2, Schöndorfer Straße 22, 24, Kürenzer Straße 18 Lage                                                                          | 1897–99                              | ehemalige Reithalle und Stallungen der Maximinkaserne; ein- und zweigeschossige Dreiflügelanlage mit Reithalle und kreuzgratgewölbten Pferdeställen, 1897–99 | weitere Bilder Fotos hochladen |
| Gartenpavillon                                                     | Schöndorfer Straße, neben Nr. 18 Lage | vor 1732                             | ehemaliger Gartenpavillon; eingeschossiger Putzbau mit geschweifter Haube, letztes Zeugnis des unter Abt Nikolaus Pack (1719–31) angelegten Klostergartens | Fotos hochladen                |
| Langflügelkaserne                                                  | Schöndorfer Straße 20a–c Lage |                                      | ehemalige Ökonomiegebäude des Maximinklosters, preußischer Teil der Maximinkaserne, sogenannte Langflügelkaserne; 1930 Umbau zum Kloster der Vincentiner, Architekt Franz Josef Kuhn; 34-achsiger Mansarddachbau, auf der Gartenseite zwei Achsen durch neubarocke portalartige Sandsteinzier ausgezeichnet, die drei nördlichen Achsen eventuell mit älterem Kern, hier Sandsteinwendeltreppe zum Keller; im Innern die älteren, nördlichen drei Achsen kreuzgratgewölbt, anschließend 20 Achsen mit zwei Reihen gusseiserner Stützen von den Stallungen; die hier eingerichtete Kapelle des Klosters mit modernen Buntglasfenstern | Fotos hochladen                |
| Wohnhaus                                                           | Thebäerstraße 11 Lage | 1888/89                              | fünfachsiges Zeilenwohnhaus, Neurenaissancemotive, 1888/89, im Garten Gartenhaus und Rankgitter | Fotos hochladen                |
| Wohnhaus                                                           | Thebäerstraße 30 Lage | 1904                                 | repräsentatives späthistoristisches viergeschossiges Etagenmietshaus mit Jugendstilfassade, 1904 | Fotos hochladen                |
| Stiftskurie                                                        | Thebäerstraße 40 Lage | zweite Hälfte des 18. Jahrhunderts   | ehemalige Kurie des Stifts St. Paulin; breitgiebeliger barocker Krüppelwalmdachbau, wohl aus der zweiten Hälfte des 18. Jahrhunderts, Gewölbekeller eventuell älter | weitere Bilder Fotos hochladen |
| Wohnhaus                                                           | Thebäerstraße 42 Lage | vor 1914                             | vom Heimatstil beeinflusster klassizistischer Putzbau, kurz vor 1914 | Fotos hochladen                |
| Stiftskurie                                                        | Thebäerstraße 49 Lage | 1768                                 | ehemalige Kurie des Stifts St. Paulin; fünfachsiger barocker Krüppelwalmdachbau, bezeichnet 1768, Zwerchhaus wohl kurz nach der Mitte des 19. Jahrhunderts | Fotos hochladen                |
| Schulhaus                                                          | Thebäerstraße 51 Lage | 1872                                 | ehemaliges Schulhaus des Vororts St. Paulin; siebenachsiger sogenannter Rohbau: Stichbogenfenster und Brüstungsfelder hell abgesetzt vom kleinteiligen Sandsteinquadermauerwerk, 1872, Architekt A. Massing, 1884 verlängert | Fotos hochladen                |
| Pfarrkirche St. Paulin                                             | Thebäerstraße 52/54 Lage | 1734                                 | Katholische Pfarrkirche St. Paulin; barocker Saalbau, 1734 begonnen, 1757 geweiht, Architekt fraglich (Balthasar Neumann, Johannes Seiz oder Christian Kretzschmar?), Barockausstattung; romanische, im Kern frühchristliche Krypta 1738 erneuert; Friedhof mit sogenannter Marterkapelle, Kreuz der ehemaligen Stiftsimmunität bezeichnet 1088, Denkmal des Vorstädter Krieger-Vereins Maar, neugotisch, bezeichnet 1880, Grabmäler des 19. Jahrhunderts | weitere Bilder Fotos hochladen |
| Grabkreuz                                                          | Thebäerstraße, Ecke Schöndorferstraße Lage | 1732                                 | ehemaliges Grabkreuz, Rotsandstein, bezeichnet 1732 (Schaft erneuert) | Fotos hochladen                |
| Villa                                                              | Theodor-Heuss-Allee 5 Lage | 1912                                 | dreigeschossige Reihenvilla, Reformarchitektur, 1912, Architekt F. J. Kuhn, Ausstattung | Fotos hochladen                |
| Wohn- und Geschäftshaus                                            | Theodor-Heuss-Allee 9 Lage | 1914                                 | viergeschossiges Wohn- und Geschäftshaus, monumentalisierender Klassizismus, 1914, Architekt H. Zimmermann | Fotos hochladen                |
| Wohnhaus                                                           | Theodor-Heuss-Allee 13 Lage | 1878                                 | repräsentativer Mansarddachbau, Neurenaissance, 1878, Architekt A. Massing | Fotos hochladen                |
| Wohnhaus                                                           | Theodor-Heuss-Allee 16 Lage | vor 1879                             | zweieinhalbgeschossiges spätklassizistisches Wohnhaus, kurz vor 1879 | Fotos hochladen                |
| Wohn- und Geschäftshaus                                            | Theodor-Heuss-Allee 18a Lage | 1933                                 | der weitgehend in große Fenster aufgelöste Eckladen, 1933 durch Architekturbüro Brand und Mertes einem Wohnhaus von 1880 angebaut, 1956 zeittypisch aufgestockt mit polygonaler Verglasung mit schräg nach außen gestellten Fenstern | Fotos hochladen                |
| Wohn- und Geschäftshaus                                            | Theodor-Heuss-Allee 19 Lage | 1893                                 | dreigeschossiges Wohn- und Geschäftshaus mit aufwändiger Neurenaissancefassade, 1893, zweiachsige Erweiterung 1902 | Fotos hochladen                |
| Moselstadion                                                       | Zeughausstraße 88 Lage | 1930                                 | zwei ovale Stadien sowie halbkreisförmiger Eingangsbau mit Wärterwohnhaus, Funktionsbau mit Umkleidekabinen, breit gelagerte Klinkerbauten mit Walmdächern im späten Heimatstil mit Anklängen an das neue Bauen, um 1930, Gartenbauinspektor G. Rettig | weitere Bilder Fotos hochladen |
| Bildstock                                                          | Zeughausstraße, Ecke Max-Brandts-Straße Lage                                                                                                   | 1787                                 | Bildstock, bezeichnet 1787 | Fotos hochladen                |
| Wohnhaus                                                           | Zurlaubener Ufer 71/72 Lage | um 1760                              | zwei barocke Putzbauten, um 1760, 1987 unter Mansarddach zusammengefasst | Fotos hochladen                |
| Wohnhaus                                                           | Zurlaubener Ufer 76/Bleichstraße 3 Lage | 18. Jahrhundert                      | breitgiebeliger Krüppelwalmdachbau, 18. Jahrhundert; Erker im Stil des Historismus 1968 angefügt. Linker Teil des Hauses auf dem Bild. Hatte bis 2012 die Hausnummer Bleichstraße 3. | Fotos hochladen                |
| Wohnhaus                                                           | Zurlaubener Ufer 77 Lage | 18. Jahrhundert                      | dreiachsiger Krüppelwalmdachbau, 18. Jahrhundert, rechtwinklig abknickender rückwärtiger Teil aus der Mitte des 19. Jahrhunderts, Spolie bezeichnet 1695; zugehörig zwei Lauben im gegenüberliegenden Garten. Rechter Teil des Hauses auf dem Bild. | Fotos hochladen                |
| Wohn- und Geschäftshaus                                            | Zurlaubener Ufer 78 Lage | Mitte des 18. Jahrhunderts           | dreiachsiger Mansarddachbau, Mitte des 18. Jahrhunderts wohl mit älteren Teilen, Schaufenstereinbau 1934 | Fotos hochladen                |
| Wohnhaus                                                           | Zurlaubener Ufer 79 Lage | 1779                                 | dreiachsiger spätbarocker Mansarddachbau, bezeichnet 1779 (oder im Türsturz 1797?) | Fotos hochladen                |
| Wohnhaus                                                           | Zurlaubener Ufer 80 Lage | 18. Jahrhundert                      | dreiachsiger Mansarddachbau, 18. Jahrhundert | Fotos hochladen                |
| Wohn- und Gasthaus                                                 | Zurlaubener Ufer 82 Lage | 1790                                 | fünfachsiges Wohnhaus, bezeichnet im Türsturz 1790, mit Gastwirtschaft (seit 1802), Wiederaufbau nach Brand 1914; gegenüberliegend eingeschossiges Gartenhaus mit Mansarddach | Fotos hochladen                |
| Wohnhaus                                                           | Zurlaubener Ufer 83 Lage | früheres 18. Jahrhundert             | spätbarockes Wohnhaus, früheres 18. Jahrhundert, bezeichnet 1779 (oder 1797?; wohl Umbau) | Fotos hochladen                |
| Wohn- und Gasthaus                                                 | Zurlaubener Ufer 85 Lage | erste Hälfte des 18. Jahrhunderts    | dreiachsiger, im Kern barocker Putzbau mit Gastwirtschaft, erste Hälfte des 18. Jahrhunderts, wohl im späten 19. Jahrhundert überformt; Jahreszahlinschriftstein von 1749 | Fotos hochladen                |
| Wohn- und Gasthaus                                                 | Zurlaubener Ufer 86 Lage | 18. Jahrhundert                      | fünfachsiges Haus über Gewölbekeller, Mansarddach mit Krüppelwalm, 18. Jahrhundert, seit dem späten 18. Jahrhundert Gaststätte; Geburtshaus von Georg Schmitt, dem Komponisten des Moselliedes, Gedenkrelief an der Hauswand | Fotos hochladen                |
| Wohn- und Geschäftshaus                                            | Zurlaubener Ufer 87 Lage | 18. Jahrhundert                      | zweiachsiger Mansarddachbau, 18. Jahrhundert, Schaufenstereinbau 1933 | Fotos hochladen                |
| Wohnhaus                                                           | Zurlaubener Ufer 88 Lage | 18. Jahrhundert                      | dreiachsiger Putzbau, 18. Jahrhundert | Fotos hochladen                |
| Wohnhaus                                                           | Zurlaubener Ufer 89 Lage | 1719                                 | barockes Wohnhaus, bezeichnet 1719, ältestes datiertes Haus in Zurlauben; Türsturz von 1719 mit dem Emblem zweier gekreuzter Fische als Symbol des Berufes des Hausbesitzers (Fischer) | Fotos hochladen                |
| Wohnhaus                                                           | Zurlaubener Ufer 90 Lage | spätes 19. Jahrhundert               | zweiachsiges dreigeschossiges Wohnhaus, spätes 19. Jahrhundert, 1985 mit barockisierenden Fenstergewänden und Mansarddach versehen; Jahreszahlinschriftstein von 1773 und das Relief eines Flusskrebses, vermutlich als Symbol des Hausbesitzers als Krebsfängers | Fotos hochladen                |
| Wohnhaus                                                           | Zurlaubener Ufer 91 Lage | spätes 19. Jahrhundert               | zweiachsiges dreigeschossiges Wohnhaus, spätes 19. Jahrhundert, 1985 mit barockisierenden Fenstergewänden und Mansarddach versehen | Fotos hochladen                |
| Wohnhaus                                                           | Zurlaubener Ufer 92 Lage | 1773                                 | siebenachsiges Wohnhaus über zwei parallelen Gewölbekellern, spätes 18. Jahrhundert; Jahreszahlinschriftstein von 1773 | Fotos hochladen                |
| Villa                                                              | Zurmaiener Straße 108, Peter-Lambert-Straße 2 Lage                                                                                             | 1898                                 | im Garten der ehemaligen Benediktinerabtei St. Maria ad Martyres Wohnhaus von 1898, Architekt K. Walter, 1907 durch denselben Architekten zur Villa mit malerisch verschachteltem Umriss erweitert, Gartenhaus bezeichnet 1772, schmiedeeiserner Zaun mit Tor | Fotos hochladen                |
| Wegekreuz                                                          | Zurmaiener Straße, an Nr. 108a Lage | 15. oder 16. Jahrhundert             | spätgotisches Wegekreuz, an einem Gartenpavillon in die Wand eingesetztes Oberteil eines Nischenkreuzes | Fotos hochladen                |
| Exzellenzhaus                                                      | Zurmaiener Straße 114 Lage | zweite Hälfte des 18. Jahrhunderts   | ehemaliges Wirtschaftsgebäude der Benediktinerabtei St. Maria ad Martyres; Dreiflügelanlage, zweite Hälfte des 18. Jahrhunderts, Aufstockung des Südflügels 1875; Gartenmauer mit drei Pavillons, Gartenabschlussmauer mit Eingangstor | Fotos hochladen                |
| Wohnhaus                                                           | Zurmaiener Straße 152 Lage | 1900                                 | malerisch verschachtelter, kleiner eingeschossiger Backsteinbau mit Fachwerkkniestock und kleinem Rundturm, 1900 | Fotos hochladen                |